# Тонких, Григорий Михайлович
Григорий Михайлович Тонких (род. 15 января 1973 года, Миасс, Челябинская область, РСФСР, СССР) — российский государственный деятель, инженер. Глава города Миасса в 2018—2023 годах.

## Биография
Родился в Миассе Челябинской области 15 января 1973 года.
После завершения образования в средней школе поступил в Южно-уральский государственный университет. Окончил его с отличием по специальности «Электрические станции». Получил квалификацию инженера.
После завершения образования работал на АЗ «Урал» в должности электромонтёра по обслуживанию электрооборудования электростанций. Затем перешел работать в теплоэлектроцентраль ОАО «ЭнСер», которая занимается поставками тепла и горячей воды основной части жителей города Миасс. По состоянию на начало 2018 года занимал должность начальника этой организации.
Уже работая, получал дополнительное образование. Прошёл обучение в МГУ им. Ломоносова на факультете «Высшая школа бизнеса» по программе «Деловое администрирование, МВА-производственные системы». По результатам учёбы в МГУ Григорию Михайловичу была присвоенная квалификация «мастер делового администрирования». Также в 2015 году прошел обучение, связанное с подготовкой кадрового резерва глав муниципальных образований при Правительстве Челябинской области.

### Политическая карьера
25 мая 2018 года по решению собрания городских депутатов Миасса Григорий Михайлович Тонких был назначен исполняющим обязанности мэра города Миасса. Назначение было связано с отставкой прошлого градоначальника, обвиняемого в коррупционных преступлениях.
28 сентября 2018 года Григорий Тонких был избран постоянной главой города Миасса по решению 42-й очередной сессии Городского совета депутатов. В поддержку Тонких отдали свои голоса 21 из 25 депутатов совета. СМИ отметили поразительное внешнее сходство Тонких с популярным британским актером Мартином Фриманом, который играл роль доктора Ватсона в популярном британском телесериале «Шерлок». Также его характеризовали как протеже бывшего челябинского губернатора Бориса Дубровского.
В 2019 году сообщалось о том, что на пиар Григория Тонких будет выделено более 800 тысяч рублей из бюджета Миасса. На эти средства будут делаться новостные программы, передачи и поздравления мэра. Подобные планы были озвучены по результатам двух аукционов, назначенных на 18 марта 2019 года. Торги не смогли состояться, но деньги все равно потратят.
В январе 2021 года возник конфликт между мэром города и влиятельными предпринимателями, владельцами горнолыжного курорта «Солнечная долина». Формальным поводом для начала конфликта стал отказ Григория Тонких подписать акт о вводе в эксплуатацию «дома для дегустации чая и мёда», построенного на курорте. Тонких превентивно написал заявление в прокуратуру, фактически на себя самого — с просьбой дать оценку действиям мэрии города.
15 февраля 2023 года Григорий Тонких сообщил о досрочном уходе в отставку с должности главы города Миасса.

## Личная жизнь
Женат, воспитывает двух детей.